# A cena col commendatore
A cena col Commendatore è una raccolta di racconti di Mario Soldati, che hanno in comune il personaggio del Commendator P.C.C., famoso impresario teatrale.

## Storia editoriale
Dei tre racconti, La giacca verde e Il padre degli orfani erano già stati pubblicati separatamente (il primo su Botteghe Oscure) quando furono raccolti in volume nel 1950 per Longanesi & C., insieme con l'inedito La finestra.
Con A cena col Commendatore, Mario Soldati vinse il premio San Babila.
La raccolta sarà ristampata in seguito più volte da Mondadori.

## Trama
Nell'Avvertenza iniziale l'autore racconta di avere ricevuto i tre racconti dal Commendatore stesso, ormai anziano e dimenticato.
La giacca verde è il più conosciuto dei tre racconti. A Roma, nel 1946, il Commendatore sta curando una rappresentazione dell'Otello di Verdi ma a causa dell'improvviso abbandono del famoso Maestro W è costretto a cambiare in corsa il direttore d'orchestra. Il Maestro W. ha riconosciuto nell'orchestra un timpanista, Romualdi, precedentemente incontrato in un convento dove entrambi si erano rifugiati durante la guerra. Mentre Romualdi al tempo si atteggiava a solista di talento, W. fingeva di essere un modesto ragioniere.
Il padre degli orfani racconta la storia dell'impresario Pellizzari, che dopo una vita da donnaiolo impenitente, mosso dal senso di colpa per non aver aiutato un bambino tubercolotico, si è ritirato in una villa in Brianza e l'ha trasformata in un asilo per gli orfani. Il Commendatore scopre che il bambino per cui si sente in colpa è il figlio di una ballerina e di un giovane con cui Pellizzari aveva avuto una relazione omosessuale.
La finestra è ambientato a Londra. Il Commendatore e la sua vecchia fiamma Twinkle sono alla ricerca del pittore Gino Petrucci. Twinkle, già amante di Petrucci, è convinta che sia in città perché ha scoperto in un albergo un suo quadro, raffigurante la finestra aperta dell'appartamento londinese in cui si erano incontrati l'ultima volta.

### Edizioni
- 1951: Longanesi & C. (collana La gaia scienza)
- 1956: Longanesi
- 1961: Mondadori
- 1967: Oscar Mondadori
- 1977: Mondadori
- 1977: Club degli Editori

La traduzione francese, intitolata Le festin du commandeur è uscita nel 1951 per Plon e nel 1964 per Le Livre de Poche.